# Eduardo Duhalde
Pour les articles homonymes, voir Duhalde.
Eduardo Alberto Duhalde (né le 5 octobre 1941 à Lomas de Zamora, province de Buenos Aires) est un homme d'État argentin. Il a été président de la Nation argentine de 2002 à 2003, et vice-président sous Carlos Menem, de 1989 à 1991. Sa femme, Hilda González (es), a été députée (1997-2005) et est actuellement sénatrice depuis 2005, s'étant opposée particulièrement à Cristina Fernández de Kirchner.

## Des années 1970 à la gouvernance de Buenos Aires
Duhalde est reçu avocat à l'université de Buenos Aires en 1970. Quatre ans plus tard, militant déjà au Parti justicialiste (péroniste), il fut élu conseiller municipal de sa ville natale, Lomas de Zamora, devenant son maire par intérim à la suite de la vacance du pouvoir. Déposé à la suite du coup d'État de mars 1976, il est élu maire de Lomas de Zamora au retour de la démocratie (1983-87).
En 1987, il est élu député, puis est élu vice-président sur le ticket justicialiste en 1989, accompagnant Carlos Menem à la présidence. Lors d'un voyage de ce dernier, il amnistie en 1990 des membres de la Triple A, un escadron de la mort des années 1970, recherchés pour l'assassinat du président du Conseil délibératif de Chacabuco, Miguel Gil. Il démissionne ensuite de la vice-présidence en 1991, se présentant à l'élection provinciale de Buenos Aires et étant élu gouverneur de la province.
En 1994, parallèlement à la réforme constitutionnelle nationale, il propose une réforme de la Constitution provinciale afin de permettre sa réélection. Il est alors plébiscité malgré l'opposition de l'UCR (radicale), du Frente Grande (es) et, au début, du Modin (es) (droite), qui finit par se rallier à lui. La Constitution réformée, il est réélu gouverneur de Buenos Aires (es) en 1995.
En octobre 1998, il crée un laboratoire d'idée, le groupe Calafate, en vue de disputer l'élection présidentielle de 1999 à Menem, qui prévoyait de se présenter une troisième fois. L'ex-ministre de l'Intérieur d'Héctor Cámpora, Esteban Righi, y participe. Duhalde se présente ainsi en 1999, mais est battu par le radical Fernando de la Rúa (39 % des voix contre 48,5 % pour de la Rúa). Il réussit toutefois à se faire élire, de justesse, sénateur national en octobre 2001.

## Président de la Nation
Après la démission de la Rúa en décembre 2001, à la suite du cacerolazo de protestations contre le corralito imposé par le gouvernement aux prises avec une crise économique et financière importante, Duhalde est élu président le 2 janvier 2002 par l'Assemblée législative (réunion des deux Chambres), en vertu de la loi d'acéphalie présidentielle (es). Il doit ainsi terminer le mandat de la Rúa, qui l'avait battu deux ans plus tôt à la présidentielle.
Sa première mesure est d'annuler la présidentielle prévue pour le 3 mars 2002 par son prédécesseur Adolfo Rodríguez Saá. Il dévalue ensuite le peso, abrogeant la loi de convertibilité (es) de 1991. Le 26 juin 2002, la police réprime brutalement une manifestation de piqueteros (chômeurs), faisant deux morts, Darío Santillán (es) et Maximiliano Kosteki, et 33 blessés par balles, lors du dit « massacre de Avellaneda (es) ». Devant l'indignation populaire, Duhalde déclare des élections anticipées, six mois avant le terme prévu, et annonce qu'il ne se présentera pas à la présidence. Une semaine avant la fin de son mandat, il amnistie, en mai 2003, le militaire carapintada Mohamed Alí Seineldín et le guérillero Enrique Gorriarán Merlo (es).

## Le duhaldisme, secteur dissident du justicialisme
Le secteur duhaldiste du Parti justicialiste soutient le Front pour la victoire qui mène Néstor Kirchner à la présidence en 2003, mais se sépare de celui-ci en 2005, menant à l'affrontement entre l'épouse de Duhalde, Hilda González, et Cristina Fernández de Kirchner, l'épouse du président, qui fut elle-même élue présidente en 2007. En perte de vitesse, le duhaldisme entra alors en dissidence par rapport au Parti justicialiste, contrôlé par le kirchnérisme, et s'orienta franchement à droite, votant par exemple avec l'opposition contre la loi no 26 522 sur les médias qui abroge la loi de 1980.
Après la défaite péroniste aux législatives de juin 2009, Duhalde annonce sa candidature aux primaires en vue de l'élection présidentielle de 2011. En janvier 2010, il déclare depuis le Salvador de nouveau être en faveur de l'abandon des poursuites contre les militaires responsables de violations des droits de l'homme lors de la « guerre sale », au nom de la « réconciliation » nationale. Selon le CEMIDA (Centre des militaires pour la démocratie argentine), Duhalde couvrirait aussi par là ses arrières, lui-même étant sujet à une enquête concernant l'assassinat de Darío Santillán et de Maximiliano Kosteki. Il prône aussi le transfert des jeunes délinquants à l'armée au nom de leur « ré-éducation », se posant ainsi comme candidat de la « droite dure ».